# Make It Big
Make It Big je drugi studijski album britanskega pop dueta Wham!, ki je izšel leta 1984. V primerjavi z albumom Fantastic, je imel duet pri albumu Make It Big večjo kontrolo nad produkcijo albuma, saj je George Michael postal glavni producent, kar je ostal vse do razpada dueta, leta 1986. Album je bil kritično in komercialno uspešen in je dosegel vrh britanske in ameriške lestvice. Z albuma so izšli štirje singli, ki so vsi dosegli vrhove lestvic.
Zunaj ZDA je bil single »Careless Whisper« po izdaji označen kot Michaelov solo dosežek, single »Everything She Wants« je izšel na dvojnem singlu skupaj s singlom »Last Christmas«, ki se je kasneje pojavil na zadnjem albumu dueta, Music from the Edge of Heaven.
Album je v ZDA postal 6x platinast.

## Seznam skladb
Vse skladbe je napisal George Michael, razen kjer je posebej napisano.
| Stran 1 | Stran 1                       | Stran 1 |
| Št.     | Naslov                        | Dolžina |
| ------- | ----------------------------- | ------- |
| 1.      | „Wake Me Up Before You Go-Go‟ | 3:50    |
| 2.      | „Everything She Wants‟        | 5:01    |
| 3.      | „Heartbeat‟                   | 4:42    |
| 4.      | „Like a Baby‟                 | 4:12    |

| Stran 2 | Stran 2                                       | Stran 2 |
| Št.     | Naslov                                        | Dolžina |
| ------- | --------------------------------------------- | ------- |
| 5.      | „Freedom‟                                     | 5:05    |
| 6.      | „If You Were There‟ (The Isley Brothers)      | 3:38    |
| 7.      | „Credit Card Baby‟                            | 5:08    |
| 8.      | „Careless Whisper‟ (Michael, Andrew Ridgeley) | 6:30    |

## Osebje
- George Michael – glavni vokali, klaviature, spremljevalni vokali
- Andrew Ridgeley – kitara, spremljevalni vokali
- Hugh Burns – kitara
- Deon Estus – bas kitara
- Trevor Morrell – bobni
- Tommy Eyre – klaviature
- Andy Richards – klaviature
- Anne Dudley – klaviature
- Danny Cummings – tolkala
- Colin Graham – trobenta
- Paul Spong – trobenta
- David Baptiste – saksofon
- Steve Gregory – saksofon
- Pepsi & Shirlie – spremljevalni vokali

## Lestvice
| Lestvica (1984–1985)           | Najvišja uvrstitev |
| ------------------------------ | ------------------ |
| Avstralija (Kent Music Report) | 1                  |
| Avstrija                       | 4                  |
| Evropa                         | 1                  |
| Francija (SNEP)                | 5                  |
| Italija                        | 1                  |
| Japonska (Oricon)              | 1                  |
| Kanada (RPM)                   | 1                  |
| Nizozemska                     | 1                  |
| Norveška                       | 1                  |
| Nova Zelandija                 | 1                  |
| Švedska                        | 3                  |
| Švica                          | 1                  |
| Zahodna Nemčija                | 5                  |
| ZDA (Billboard 200)            | 1                  |
| ZDA (Billboard Top R&B Albums) | 20                 |
| Združeno kraljestvo            | 1                  |

| Lestvica (1984)     | Mesto |
| ------------------- | ----- |
| Avstralija          | 55    |
| Francija            | 19    |
| Kanada              | 44    |
| Združeno kraljestvo | 4     |
| Lestvica (1985)     | Mesto |
| Avstralija          | 20    |
| Avstrija            | 13    |
| Italija             | 9     |
| Japonska            | 2     |
| Kanada              | 8     |
| Švica               | 14    |
| ZDA (Billboard 200) | 4     |
| Združeno kraljestvo | 18    |

| Lestvica (1980. leta) | Mesto |
| --------------------- | ----- |
| Japonska              | 21    |
| Združeno kraljestvo   | 18    |

## Certifikati
| Regija                     | Certifikat   | Prodaja   |
| -------------------------- | ------------ | --------- |
| Finska (Musiikkituottajat) | Platinast    | 53,465    |
| Francija (SNEP)            | 2x zlat      | 429,500   |
| Hongkong (IFPI Hong Kong)  | Platinast    | 20,000    |
| Japonska (Oricon)          |              | 821,000   |
| Kanada (Music Canada)      | 6x platinast | 600,000   |
| Nemčija (BVMI)             | Zlat         | 250,000   |
| Nova Zelandija (RMNZ)      | Platinast    | 15,000    |
| ZDA (RIAA)                 | 6x platinast | 6,000,000 |
| Združeno kraljestvo (BPI)  | 4x platinast | 1,200,000 |